# Lapinjoki (vattendrag i Satakunta)
Lapinjoki är ett vattendrag i Finland.   Det ligger i kommunerna Eura, Raumo och Euraåminne i landskapet Satakunta, i den sydvästra delen av landet, 220 km nordväst om huvudstaden Helsingfors.
Lapinjoki består av två avsnitt med olika namn. Det nedre loppet i kommunen Euraåminne och i före detta kommunen Lappi i den nuvarande kommunen Raumo heter Lapinjoki. Det övre loppet i före detta kommuner Hinnerjoki och Honkilax i den nuvarande kommunen Eura heter Hinnerjoki. Ån har sin början i insjön Koskeljärvi i Eura och mynnar sig till Bottenhavet i Euraåminne.